# Rio Dragostele
O Rio Dragostele é um rio da Romênia, afluente do Berzasca, localizado no distrito de Caraş-Severin.